# Motiviranje zaposlenih
Motiviranje zaposlenih je proces, pri katerem želimo zvišati delovno motivacijo zaposlenih. Ta je namreč ozko povezana z delovno uspešnostjo. To lahko naredimo na več načinov.
Obstaja več razlogov, zakaj ljudje delajo: delo pomeni vir dohodka, omogoča aktivnost in stimulacijo ter možnost oblikovanja socialnih kontaktov. Omogoča tudi strukturiranje časa, je vir samoaktualizacije in izpopolnjevanja. Skoraj vsi ljudje se odločajo za delo zaradi eksplicitnih in implicitnih nagrad, ki jih prinaša, vendar ljudje pojmujejo različne načine motivacije za delo.

## Opredelitev motivacije za delo
Možna opredelitev motivacije za delo je, da je to množica energijskih sil, ki izvirajo iz samega posameznika kot tudi od zunaj. Usmerjajo posameznika, da začne z delom povezanim vedenjem ter da določi obliko dela, smer, jakost in trajanje. Motivacija je človekova notranja dispozicija, da povečuje pozitivne spodbude in preprečuje negativne spodbude. Da bi pospešili motivacijo je lahko spodbuda v obliki predvidene nagrade ali averzivnega dogodka, ki je na voljo v okolju. Motivacija se lahko pogosto uporablja kot orodje za pomoč pri napovedovanju vedenja, vendar se zelo razlikuje med posamezniki. Pogosto je za napovedovanje vedenje potrebno kombinirati motivacijo s sposobnostjo in okoljskimi dejavniki, ki dejansko vplivajo na vedenje in uspešnost.  Zaradi vloge, ki jo ima motivacija pri vplivanju na vedenje na delovnem mestu in uspešnost, je ključnega pomena za organizacije, da razumejo in strukturirajo delovno okolje tako, da spodbuja produktivno vedenje in odvrača tista vedenja, ki so neproduktivna.
Obstaja splošno soglasje, da motivacija vključuje tri psihološke procese: vzburjenje, smer in intenzivnost. Vzburjenje je tisto, ki sproži aktivnost. Pojavi se zaradi posameznikove potrebe ali želje po nečem, kar mu manjka v življenju v danem trenutku, bodisi v celoti ali delno. Smer se nanaša na pot, ki jo zaposleni izbere, da bi dosegel cilje, ki si jih je sam zastavil. Nazadnje je pomembna tudi intenzivnost, silovitost in količina energije, ki jo zaposleni vloži v ciljno usmerjeno delo. Raven intenzivnosti je odvisna od pomena in zahtevnosti cilja. Ti psihološki procesi pa se kažejo skozi štiri izide možnega vedenja. Prvič, motivacija služi za neposredno pozornost s poudarkom na posamezna vprašanja, ljudi, naloge. Prav tako služi vzpodbujanju zaposlenega, da vloži napor. Nadalje motivacija se kaže v vztrajnosti, ki prepričuje posamezniku, da bi odstopal od ciljno želenega vedenja. Nazadnje se motivacija kaže v strategijah opravljanja, ki sta jih Mitchell in Daniels opredelila kot »vzorce vedenja, ki so proizvedeni za dosego določenega cilja«.

## Teorije motivacije
Različne teorije poskušajo opisati motivacijo zaposlenih v okviru industrijsko organizacijske psihologije. Večino teh teorij lahko razdelimo v štiri širše kategorije, in sicer: teorije, ki temeljijo na potrebah, kognitivnih procesih, vedenjske teorije in na delu osnovane teorije.

### Teorije, ki temeljijo na potrebah
Te teorije se osredotočajo na posameznikovo težnjo, da zadovolji različne potrebe skozi delo. Te potrebe se pojavljajo v razponu od osnovnih fizioloških potreb za preživetje do višjih psihološko emocionalnih potreb, kot sta pripadnost in samoaktualizacija.

#### Teorija hierarhije potreb
Maslowa teorija hierarhije potreb (1943) ponuja razlago, kako delovno okolje motivira zaposlene. Maslowa teorija ne pojasni obnašanja na delovnem mestu, vendar pa pojasni, kako si zaposleni prizadevajo, da bi zadovoljili svoje potrebe v hierarhičnem zaporedju.
Na najbolj osnovni ravni, so zaposleni motivirani, da bi zadovoljili primarne biološke potrebe, ki jim omogočajo preživetje (npr. nakup hrane). Nato se pojavijo višje potrebe, ki sledijo po določenem zaporedju. Naslednja stopnja v hierarhiji je varnost, ki bi jo lahko razlagali kot to, da imajo zaposleni primerno stanovanje oz. živijo v varni soseski. Nato moramo zadovoljiti potrebe po ljubezni in pripadnosti, ko so te zadovoljene pa potrebo po ugledu (ki se nanaša na kompetence in spretnosti. Kot zadnjo pa moramo zadovoljiti željo po skladnem razvoju in uresničevanju vseh svojih zmožnosti, kar imenujemo samoaktualizacija.
Kljub temu, da je Maslowa teorija zelo znana in razširjena, se je izkazalo, da je slab napovedovalec vedenja zaposlenih na delovnem mestu Maslow trdi, da ljudje ne bodo skušali zadovoljevati potreb na višji ravni, dokler ne bodo izpolnjene njihove potrebe na nižjih ravneh. Vendar to ni bilo empirično podprto. Na podlagi Maslowe teorije je Clayton Alderfer (1959) preuredil ravni Maslowe hierarhije, tako da je namesto petih ravni dobil tri in sicer: obstoj, povezanost in rast (razvoj). Ta teorija se imenuje teorija ERG (existence, relatedness, growth). Ne predpostavlja, da poskušajo zaposleni zadovoljiti te potrebe na strogo hierarhični ravni, empirični podatki v podporo tej teoriji pa so nasprotujoči.

#### Teorija potrebe po dosežkih
Teorija Atkinsona in McClelanda (1961) je najbolj pomembna in primerna teorija motiviranja zaposlenih v okviru industrijsko organizacijske psihologije. Za razliko od drugih teorij, ki temeljijo na razlagi potreb in ki poskušajo razložiti vse potrebe teorija potrebe po dosežkih omogoča, da se industrijsko organizacijska psihologija usmeri ožje. Študije kažejo, da imajo tisti, ki imajo veliko potrebo po doseganju raje zmerno stopnjo tveganja, iščejo povratne informacije in se verjetno popolnoma posvetijo svojemu delu. Doseganje motivacije pa je mogoče razdeliti v tri skupine:
1. doseganje: zahteva napredni položaj, povratne informacije ter občutek dosežka;
2. avtoriteta: potreba po vodenju, vplivu na druge, da je slišan od drugih;
3. pripadnost: potreba po prijaznih socialnih interakcijah, biti priljubljen.

Ker večina ljudi ustreza kombinaciji vseh treh tipov v različnih razmerjih, je razumevanje teh značilnosti motivacije dosežka zelo uporabno za upravljanje umestitve delovnih mest ter zaposlovanje.
Ime teorije potrebe po dosežkih izvira iz domneve, da so ti posamezniki, ki imajo to potrebo visoko izraženo najbolj učinkoviti zaposleni in vodje na delovnem mestu, saj si prizadevajo doseči svoje cilje in napredovati v delovni organizaciji. Po navadi so zavzeti za svoje delo in si zelo prizadevajo, da bi uspeli. Pokažejo tudi močno željo, da bi svoje znanje nadgradili in obogatili ter želijo dobiti povratne informacije o svojem delovanju, pogosto v obliki ocenjevanja uspešnosti.
Teorija potrebe po dosežkih je v marsikateri lastnosti podobna Maslowi teoriji hierarhije potreb in teoriji ERG. Veliko raziskovalcev je namreč primerjalo usmeritev k dosežku s potrebo po pripadnosti ali moči.

#### Motivacijska teorija Ericha Fromma
Ericha Fromma (1969) je zanimalo, zakaj ljudje delajo. Odkril je, da ljudje delajo zato, ker bi radi nekaj imeli, ali pa zato, ker bi radi nekaj bili. Tisti, ki delajo zato, ker bi radi nekaj imeli so usmerjeni v pridobivanje materialnih dobrin; tisti, ki pa delajo zato, ker bi radi nekaj bili pa se želijo uveljaviti, da bi dosegli ugled v družbi. »Biti« in »imeti« se ne izključujeta, sta le dve skrajnosti na isti lestvici, posamezniki pa se bolj nagibajo k eni ali drugi strani. Posamezniki, ki se bolj nagibajo k »imeti«, lažje motiviramo z materialnimi sredstvi. Posamezniki, ki se bolj nagibajo k »biti« pa lažje motiviramo z nematerialnimi sredstvi.

#### Motivacijska teorija Harolda Leavitta
Leavitt (1962) je z namenom, da bi lažje razumeli celoten proces motivacije in faze motivacijskega ciklusa poskušal razložiti splošno shemo delovanja motivov. V motivacijskem ciklusu je prva komponenta dražljaj, ki povzroči spremembo v okolju ali v osebi, ki čuti potrebo. Potreba je sprožilec celotnega procesa in predstavlja spremenljivo stanje v organizmu, ki terja aktivnost. Potreba pomeni, da nam nečesa primanjkuje, sledi ji stanje napetosti (potrebo čutimo kot neprijetnost, nemir). Napetost in potreba povzročata aktivnost zaradi usmerjenosti k cilju. Cilj je pojav, proces ali objekt zadovoljitve potrebe, ali zmanjšanja potrebe, kar povzroči olajšanje. Končna faza ciklusa je olajšanje. Olajšanje je faza, ko človek natančno ve, da je dosegel cilj. Posameznik mora v podjetju imeti možnost, da doseže cilj, na osnovi katerega doživi olajšanje. S pomočjo zastavljanja ciljev je mogoče motivirati zaposlene, sprožiti želeno aktivnost.

#### McGregorjeva teorija X in Y

##### Zgodovinski pregled Teorije X in Y
Začetnik ideje o Teoriji X in Y je Douglas McGregor. Imenovan je za najboljšega avtorja menadžmenta leta 1993. Na njega je zelo vplivalo delo v Inštitutu za sezonske delavce in povečanje produktivnosti v podjetju P&G, medtem pa je postavljal Teorijo Y in se osredotočal le na motivirane skupine. Po dolgem raziskovanju delovnih pravil in odnosov zaposlenih do dela, teoretične osnove Teorije X in Y je predstavil leta 1960 v svoji knjigi Človeška stran podjetja (Human Side of Enterprise). Zanimalo ga je kaj je tisto kar motivira zaposlene in kako lahko vodje vplivajo na motivacijo ter zakaj zaposleni niso zadovoljni s svojim delom. S svojo knjigo je dal velik doprinos v organizaciji in motivacijski psihologiji. V knjigi so stili upravljanja razdeljeni na Teorijo X in Teorijo Y. Po teoriji X zaposleni nimajo rada dela, izogibajo se delu in jim je potreben stalen nadzor, medtem ko se teorija Y popolnoma zalaga za nasprotno razumevanje zaposlenih.
Najbolj jasen zgodovinski pregled Teorije Y je dal Carson v svojem delu A historical view of Douglas McGregor's Theory Y, v katerem je poudaril vpliv McGregorjevih predhodnikov pri formiranju njegovih teorij. Carson meni, da sta Teoriji X in Y kot benchmarking gibanja človeških odnosov in omenja Druckera in Webera, katerih teorije so pravzaprav osnova za McGregorjevo Teorijo X, ki vsebuje elemente avtoritativne in strogo kontrolirane organizacije. Carson omenja, da se zgodnje postavke Teorije Y začenjajo z Lockeom in Smithom, ki sta poudarjala pomembnost delitve odgovornosti in samoodločanja.. Henry Varnum Poor je identificiral sposobnost upravljanja z ljudmi in ustvarjanje skladnosti v organizacijskih procesih, kar je za Carsona fundamentalna ideja po oblikovani McGregorjevi Teoriji Y.
Teorija Y ima svoje osnove že od Frederika Taylora, ki se je zalagal za pridobivanje čim več sredstev od svojih zaposlenih, ampak na pošten in naraven način, upoštevajoč tudi njihove interese. Kasneje je McGregor to postavko uvrstil v Teorijo Y kot: „Poraba fizične in psihične moči pri delu je naravno in podobno kot odmor ali igra.“  Teorija Y ima tudi tri podobne točke s postavkami Mary Parker Follet (1924), in sicer prva se nanaša na integracijo, druga na razvijanje sodelovanja namesto prisilnega delovanja  in tretja točka se nanaša na to, da kontrola in upravljanje morajo biti v skladu s cilji. Carson meni, da je McGregor navedene postavke leta 1960 v svoji knjigi prilagodil in jih definiral pod načela Teorije Y. Velik vpliv na delo McGregorja je imela tudi Hawthorne študija, v kateri so sodelovali znani avtorji, kot so: Hibarger, Rosthlisberger, Dickson in Mayo, s ciljem, da ugotovijo razloge povečanja produktivnosti. McGregor je rezultate študije združil in jih uporabil kot drugo postavko svoje Teorije Y.
McGregor se je pri svoji Teoriji naslanjal tudi na pet osnovnih potreb po Maslowu, vendar je prišlo do pomembnih razlik: Maslow je usmerjen na osebni razvoj in samoaktualizacijo, McGregor pa na predanost organizacijskimi cilji. McGregor je menil, da večina teorij o motivaciji ni usmerjena na doseganje zadovoljstva in doseganja višjih nivojev hierarhije potreb po Maslowu.

##### Značilnosti Teorije X in Y
McGregor je zaključil, da je pogled in stav vodje utemeljen na združevanju določenih predpostavk, na podlagi katerih on formira svoje obnašanje do zaposlenih. Njegove teorije in spoznanja imajo karakteristike Pygmalion Efekta, ker imajo osnovo v stavih vodje, ki določajo in kreirajo obnašanje do zaposlenih.
McGregor je v svoji knjigi Človeška narava podjetja ta dva pogleda na ljudi definiral kot Teorijo X (tradicionalni pogled na upravljanje in kontrolo), ki ima negativen kontekst in kot Teorijo Y (način integracije posameznika in organizacije), ki je v glavnem pozitivna. Glavna osnova Teorije X in Y je v tem, da se stil vodenja mora prilagoditi karakteristikam podrejenih oz. da je on odvisen od tega kako se ljudje obnašajo.
Za Teorijo X so v glavnem značajne naslednje karakteristike:
1.     Zaposleni ne marajo delati; kadarkoli je to možno se izogibajo dela.
2.     Glede na to, da zaposleni ne marajo delati, jih moramo prisiliti, kontrolirati ali jim povedati, da jih bomo kaznovali in tako jim poskušamo pomagati, da bodo lažje dosegli cilje.
3.     Zaposleni se bodo izogibali odgovornosti in iskali usmerjanje kadarkoli je to možno.
4.     Večina zaposlenih prednost daje varnosti pred vsemi ostalimi dejavniki, ki so povezani z delom in prav tako bodo pokazovali zelo majhno ambicijo.
Teorijo X in Y lahko primerjamo s hierarhijo potreb po Maslowu. Teorija X, po kateri so ljudje obravnavani v glavnem kot objekti se nanaša v glavnem na zadovoljevanje osnovnih potreb in potreb po varnosti. Teorija Y pa po drugi strani upošteva višje nivoje s poudarjanjem zrelosti, kreativnosti, potreb po pripadnosti, statusu in samoizpolnitvi. McGregor je menil, da so se zaposleni v veliki meri odmaknili od zadovoljevanja osnovnih potreb po Maslowu in da so bolj nagnjeni k zadovoljevanju potreb družbenega priznanja, statusa, samoaktualizacije in je prav na podlagi teh predpostavk razvil Teorijo Y.
Za teorijo Y je značilno:
1.     Zaposleni delo doživljajo kot odmor ali igro.
2.     Zaposleni bodo prakticirali samousmerjanje in samo kontrolo, če so nagnjeni k glavnimi cilji.
3.     Ljudje se lahko naučijo sprejemati ali pa celo iskati odgovornost.
4.     Sposobnost določanja inovativnih odločitev je zelo razširjena med populacijo.
5.     V pogojih sodobne družbe intelektualni potencijali povprečenega človeka so samo delno izkoriščeni.
6.     Stopnja predanosti ciljem je proporcionalna velikosti nagrade, ki je povezana z njihovim doseganjem.
McGregor je menil, da so predpostavke Teorije Y bolj verodostojne kot predpostavke Teorije X oz. da potrebe nižjega reda dominirajo v posameznikih. McGregor tudi poudarja, da tisti ki so bolj nagnjeni k Teoriji X uporabljajo pazljivo beleženje, opazovanje, preverjanje kakovosti, natančne opise dela in vse to zaradi večje kontrole nad svojimi zaposlenimi.
Teorija Y predlaga participativno odločanje in odgovorna dela ter dobre skupinske odnose, ki bodo maksimizirali motivacijo zaposlenih. Temelji na ustvarjanju pogojev, ki bi zaposlenimi omogočili doseganje lastnih ciljev. McGregor meni, da večina podjetij ne izkorišča kreativnosti svojih zaposlenih in da bi vodje zaposlenimi morali dati določene naloge, s katerimi bi se aktivirali njihovi talenti. Vodje bi pri vodenju morali postavljati manj pravil in se bolj osredotočiti na integracijo skupnih ciljev. Na podlagi predpostavk vodje o njegovimi zaposlenimi, sta se formirala dva stila vodenja, in sicer za Teorijo X je značilen avtoritarni stil vodenja, za vodje za katere je značilen ta stil so pa značilne naslednje karakteristike: so netolerantni, poudarjajo pomembnost rokov, so distancirani, hladni, arogantni, na grob način zahtevajo, da se sledi njihovim pravilom, ne prakticirajo skupinsko delo, uporabljajo enostransko komunikacijo, so antisocijalni, poudarjajo le napake in negativne lastnosti zaposlenih, ne sprejemajo kritike itn.
McGregor meni, da avtoriteta ni najboljši način kontrole, ampak ga ne želi popolnoma ukiniti, temveč ugotoviti pomembnost in načine njegovega ustvarjanja, prav tako pa meni, da je uspešno vodenje odvisno od sposobnosti predvidevanja in kontrole človeškega obnašanja. Predpostavke Teorije X so narejene tako, da kontrolirajo obnašanje zaposlenih in ne njihova stališča in prepričanja. Kontrola oblikovana karakteristikami Teorije Y zajema stališča zaposlenega, njegova obnašanja in intrinzično izpolnjenost z delom.

##### Prednosti in pomanjkljivosti Teorije X in Teorije Y
Rezultati raziskav večine avtorjev kažejo na to, da ne obstaja „čisti“ primer Teorije X in Teorije Y. Teorija X predstavlja močen model upravljanja, medtem ko Teorija Y predstavlja bolj „mehki“ model upravljanja. Čeprav sta Teorije nasprotne, v praktičnih primerih se prepletajo.
McGregor je, kot je že omenjeno, teorije zbral v knjigo Human Side of Enterprise, ki je postala osnova za vodenje in upravljanje. Komentarji na knjigo so v glavnem pozitivni:
Waterman: „klasični tekst, ki je fundamentalni kriterij za vsakega pri upravljanju in vodenju ter organizacijskem razvoju“.
Bennis: „knjiga je bolj kot katerakoli druga knjiga spremenila celi koncept organizacije, je zastavila novo paradigmo, ki poudarja človeške potencijale in njihov rast ter človeško vlogo daje na višji nivo.
McGregorjeve teorije so povzročile spremembo v razumevanju človeških potencijalov in so v središče postavile posameznika in njegove cilje, ki jih dober vodja mora znati združiti v cilje celotne organizacije. McGregorjeva knjiga je izzvala spremembe tudi v znanstvenih raziskovanjih, v katerih do takrat ni bilo poudarka na razvijanju individualnih potreb v delovnem okolju. McGregorjev znanstveni prispevek je torej nova teorija, katere predpostavke so usmerjene na posameznika in njegove kvalitete, ne pa na njegove pomanjkljivosti.
Tannanbaum in Davis so McGregorjeve predpostavke opisali kot obliko zamenjave:
·        Od prepričanja, da je človek slab do gledanja na njega kot na dobrega;
·        Od izogibanja ali negativne evaluacije posameznika do potrjevanja njegove človeške narave;
·        Od razumevanja posameznika kot fiksne postavke do gledanja na njega kot na proces;
·        Od zavračanja teorij o individualnih razlikah do njihovih sprejemanj in uporabe;
·        Od uporabe posameznika glede na potrebe delovnega mesta do gledanja na njega kot popolnega posameznika;
·        Od poudarjanja tekmovanja do poudarjanja skupinskega dela.
Pomanjkljivost Teorije X in Y, ki jo poudarja Minner je onemogočenost merjenja McGregorjevih teorij in obstoj le nekaj testov McGregorjeve formulacije v literaturi.
Meek poudarja vprašanje ujemanja zunanje kontrole v predpostavke Teorije Y in meni, da je to McGregorjeva napaka ter da McGregor po njegovem mnenju ni upošteval kontrolne aspekte avtoritete v odnosu do individualnega razvoja, ker je avtoriteta primerna dokler je tudi vodja pod nadzorom. Meni, da McGregor pri izvajanju kontrole ni vzpostavil ravnotežja, ker je bil osredotočen na organizacijske cilje. Meek poudarja tudi to, da je teorijam skupno to, da organizacija zadovoljuje potrebe posameznika. Teorija X vsebuje potrebe posameznika na nižjem nivoju, medtem ko Teorija Y temelji na zadovoljevanju posameznikovih potreb na višjem nivoju ter tudi zadovoljevanju ega in samoaktualizacijo osebnosti.

##### Rezultati raziskav o Teoriji X in Teoriji Y
Problem McGregorjevih teorij je pomanjkanje instrumentov za merjenje. Kopelman, Protrass in Daviss  so podali kritiko na McGregorjevo teorijo, in sicer da se testi za merjenje učinkovitosti dela vodje najpogosteje interpretirajo kot nadomestilo za ocenjevanje pravilnosti McGregorjevih teorij. Eden je proučeval dosedanja raziskovanja o teh teorijah in meni, da so rezultati zelo slabi, Fimanovo raziskovanje pa je pripeljalo do ugotovitve, da predpostavke Teorije Y imajo pozitiven učinek na zadovoljstvo z delom, brez učinka pa na delovno učinkovitost.
Morse in Lorch sta izvedla raziskovanje v štiri organizacijske enote (dva vezana na proizvodnjo in dva, ki se nanašata na komunikacije) in sta poskušala ugotoviti kako se povezuje ujemanje organizacije in nalog z uspešnim rezultatom. V njihovih raziskovanjih,v nekaterih primerih je bilo potrebno „prerasti“ Teorijo X in Teorijo Y, kar je posledično izzvalo formiranje Kontingencijske teorije. Pojavili so se tudi paradoksi, npr. tisti, ki so delali v formaliziranih organizacijah brez sodelovanja pri odločitvi, so bili visoko motivirani za delo, kar nasprotuje McGregorjevim predpostavkam v Teoriji X, po katerim bi vodje in zaposleni bili nemotivirani za delo.
Do podobnih rezultatov je prišel tudi Schein v raziskovanju, ki ga je izvedel s študenti. Namreč, študentje so morali odgovoriti na določena vprašanja v enem vprašalniku, in sicer so se morali z določenimi trditvami strinjati ali ne. Cilj je bil raziskati predpostavke o človeškem obnašanju ter preference uporabljanja participativnega stila. Čeprav je že obstajala predpostavka, da so vodje, ki so bolj nagnjeni k Teoriji Y, v praksi bolj uporabljali participativni stil vodenja, rezultati raziskav pokazujejo, da se te predpostavke avtomatski ne povezujejo ter da so možne situacije v katerih vodja Teorije Y dela po principu avtokratskega stila.
Dogodek v „The Horbart Brothers Company“ je primer McGregorjeve Teorije Y. The Horbart Brothers Company je podjetje za robotiko, kjer so se zaposleni počutili kot v domačem okolju. Vodja je zaupal svojimi zaposlenimi in jih je vključeval v svoje analize. V podjetju se je zgodil tudi požar, ki je povzročil zaostanek pri delu in so vsi menili, da podjetje že dolgo ne bo v funkciji, ampak so zaposleni s svojim maksimalnim doprinosom in delom, podjetje vrnili v funkcijo za manj kot dva meseca. To je primer pozitivne motivacije, intrinzične izpolnjenosti z delom ter predanosti podjetju, ki upošteva Teorijo Y v svojem upravljanju.
Selmak, Cragan in Cuffe  so izvedli raziskovanje na 20 univerz, kako bi definirali učinkovitost vodje. Rezultati raziskav so predpostavljali stil vodenja, ki je značilen za Teorijo Z, ki pa predstavlja nadaljevanje McGregorjevih Teorij X in Y. Utemeljitelj Teorije Z je Ouchi. Teorija nasprotuje tezi McGregorja, da so ljudje bodisi delavni, bodisi nedelavni in predstavlja kombinacijo teorije Y in sodobnega japonskega managementa. Pravi, da so lahko prav vsi ljudje delavni, če opravljajo tisto, za kar so usposobljeni in kar jih veseli. Osnovne teze te teorije so: razum motivira človeka; temelj človekovega medsebojnega delovanja je medsebojna odvisnost; tradicija in družina pa sta vrednoti, ki sta pomembni ljudem. V podjetjih se razvijajo določene značilnosti organizacije, in sicer sporazumno odločanje, kolektivna odgovornost, postopen razvoj in napredovanje, kontinuirano izobraževanje, zvestoba in zaupanje v zaposlene. Za organizacijo, ki ima takšen stil vodenja je značilna minimalna hierarhična kontrola.

##### Kritike Teorije X in Teorije Y
Kritike na McGregorjevo delo so doprinesle k večjemu analiziranju določenih teorij in so izzvale tudi preverjanje predpostavk na katerih temeljijo te teorije.
Walter Nord je dal posebno kritiko Teorije Y, in sicer meni, da jo je zelo težko uporabljati v okolju v katerem prevladuje Teorija X, kar je dokazano tudi v eksperimentu s „projektno nalogo“, v katerem so se morale upoštevati predpostavke Teorije Y, čeprav so člani enega tima bili navajeni na sistem Teorije X. Rezultati tega eksperimenta so pripeljali do zaključka, da ljudje ves čas ne delajo z istim tempom-na začetku delajo bolj počasi in slabše, na koncu projekta pa dajo svoj maksimum. Nord meni, da se Teorija Y pojavlja več kot rezultat tega kar vodje čutijo ali govorijo da delajo kot rezultat tega kar dejansko naredijo. Poudarja tudi, da koncept Teorije Y ni popolnoma uporaben in kot razlog temu navaja neadekvatno analizo narave okolja v katerem ljudje in organizacija funkcionirajo. Meni tudi, da so predpostavke o človeški naravi vprašljive in je predvideval, da bo zelo malo organizacij funkcioniralo v „svetu“ Teorije Y. 
Morse in Lorch v svojem delu Beyond Theory Y poudarjata težino neskladanja McGregorjevih teorij in potrebo odgovarjanja na dva vprašanja, in sicer kako bodo formalizirane in kontrolirane organizacije vplivale na motivacijo svojih zaposlenih ter ali manj formalne organizacije zaposlenim vedno dajejo višji nivo motivacije. Kritike povezane s tistimi teorijami v glavnem poudarjajo to, da določene stvari ni priporočeno kategorizirati po teh teorijah ter da moramo usmeriti pozornost na razlike in potrebe vsakega posameznika.  McGregorjeve teorije moramo razumeti kot usmeritve pri upravljanju z ljudmi. One niso menadžerske strategije, ampak odražajo skupino predpostavk o stilih vodenja, ki jih vodja lahko uporabi. Da so predpostavke Teorije Y nestabilne in subjektivne potrjuje tudi študija, ki je bila izvedena na populaciji profesorjev, katerih predpostavke o študentskem menadžmentu so se menjale glede na njihova dela zaposlenosti-od začetnih predpostavk Teorije Y so se s časom menjale v manj idealistične in z značilnostmi Teorije X. Čeprav se v literaturi menadžmenta in vodenja bolj preferira Teorija Y, v praksi so bolj vztrajne predpostavke Teorije X.
Poleg negativnih kritik obstajajo tudi pozitivne, katerih je največji predstavnik Schein. On kritizira predhodne avtorje in zagovarja Teorijo Y, in sicer na podlagi štirih argumentov:
·        Teorija Y je teorija o motivaciji in ne o tem kako je treba upravljati z ljudmi ali voditi organizacijo.
·        Teorija Y ne govori o tem kako človeške potrebe in organizacijski cilji vedno morajo biti kongruentni, ampak je njihova integracija možna če to vodja tako postavi in določi.
·        Teorija Y ne implicira participativni menadžment-pomembno je tisto kar ljudje imajo radi.
·        Večina raziskav o skupinskem obnašanju podpira predpostavke Teorije Y o človeškem obnašanju.
Raziskovanja o stilih vodenja in upravljanja so v glavnem bila uporabljena v industrijskih podjetjih in so pokazala, da je dominantni stil vodenja avtokratski z deli paternalističnega, medtem ko v nekaterih segmentih vodstva obstaja tudi konzultativni stil.
McGregor je v svojih teorijah dal poudarek na pomembnost človeških dimenzij v organizaciji, ker so predpostavke Teorije Y doprinesle k temu, da se posameznik proučuje, raziskuje in vpliva na nižanje nezadovoljstva pri delu. S svojimi teorijami je v poslovni svet uvedel behaviorizem. McGregor je tudi karakterističan po svojimi enostavnimi trditvami. Njegov cilj ni bil govoriti o uporabnosti svojih konceptov niti jih testirati. On je poudarjal, da je Teorija Y opis tega kako učinkovite vodje gledajo na človeško naravo in obnašanje.

### Kognitivno procesne teorije

#### Teorija pravičnosti
Adamsova teorija pravičnosti (1963) izhaja iz teorije socialne izmenjave. Motivacijo na delovnem mestu pojasnjuje kot del spoznavnega procesa ocenjevanja, pri čemer želi zaposleni doseči ravnotežje med vložki ali prizadevanji ter rezultati ali nagradami, ki so prejeti ali pričakovani na delovnem mestu.
Raziskave teorij pravičnosti testirajo občutke zaposlenih glede pravičnega nadomestila. Vložki zaposlenih so v obliki obsega dela in kakovosti, zmogljivosti, znanja, spretnosti, lastnosti in obnašanja. Rezultati, ki jih zaposleni ustvarijo v delovni organizaciji vključujejo nagrade, kot so možnosti za odškodnino, pohvale in možnost napredovanja. Zaposleni primerja svoje vložke v razmerju z rezultati, in nato ekstrapolirano na socialni kontekst, zaposleni primerja svoje vložke v razmerju z rezultati glede na opažena razmerja pri drugih. Teorija predpostavlja, da bo v primeru, da zaposleni zazna neenakost, prilagodil svoje vedenje, da bi stvari bile v ravnovesju.
Teorija pravičnosti se je izkazala za pomembno v primerih, ko je zaposleni za svoje delo premalo plačan. Če zaposleni to zazna, lahko prilagodi svoje vedenje, da bi dosegel ravnotežje na več načinov:
- zmanjša vnos do ravni za katero meni, da se bolj ujema z višino njegove odškodnine;
- spremeni ali prilagodi primerjalni standard s katerim primerja svoj položaj;
- kognitivno prilagodi dojemanje svojih vložkov in prejetim plačilom;
- se umakne;
- to razmerje predstavi delodajalcu in ga prosi za povišico.

Če je zaposleni sposoben doseči zanj pravično razmerje med vložki in prejetim plačilom, potem je zadovoljen. Zaposleni nenehno primerja razmerje med vložki in prejetim plačilom, tako da si prizadeva doseči ravnovesje.
Medtem, ko so ugotovili, da teorija pravičnosti omogoča vpogled v scenarije nezadostne kompenzacije, teorija na splošno ni dokazala svoje uporabnosti pri razumevanju scenarijev prekomerne kompenzacije. Tako bi lahko rekli, da je teorija pravičnosti bolj uporabna pri opisovanju dejavnikov, ki prispevajo k pomanjkljivi motivaciji in ne večji motivaciji na delovnem mestu. Koncept organizacijske pravičnosti, ki temeljijo na teoriji pravičnosti se je kasneje razširil in opozoril na pomen predstave pravičnosti na delovnem mestu.
Obstajajo tri percepcije pravičnosti, ki se uporabljajo v okviru možnosti organizacije:
1. distributivna pravičnost ali zaznavanje enakosti rezultatov posameznika;
2. postopkovna pravičnost, pravičnost postopkov, ki se uporabljajo za določanje posameznikovih rezultatov;
3. interakcijska pravičnost ali prepričanje, da je vsak pravično obravnavan z dostojanstvom in spoštovanjem.[4]

Če so procesi delovnega mesta razumljeni kot pravični, ima lahko organizacija od tega visoke koristi. V takšnih okoljih zaposleni bolj verjetno delujejo v skladu s politiko organizacije, tudi če je njihov osebni rezultat manjši od optimalnega. Če se na delovnem mestu politika organizacije dojema kot nepravična, se pojavi tveganje za povračilne ukrepe in z njimi povezanih vedenj, kot so sabotaže in tako se povečuje nasilje na delovnem mestu.
Leventhal (1980) je menil, da bi morali biti postopki in politika organizacije v skladu s šestimi merili za oblikovanje, ki jih je oblikoval. Postopki in politika organizacije bi morali:
1. veljati dosledno za vsakogar v organizaciji;
2. biti brez predsodkov;
3. biti točni;
4. biti popravljivi;
5. biti predstavniki vseh pomislekov oz. vprašanj;
6. temeljiti na prevladujoči etiki.

#### Teorija pričakovanja
Po Vroomovi teoriji pričakovanja (1964) bodo zaposleni delali pametneje in/ali bodo opravljali težja dela, če bodo prepričani, da bodo njihova dodatna prizadevanja pripeljala do cenjenih nagrad. Teorija pričakovanja povečano proizvodnjo napora opisuje z naslednjo enačbo:

F = E (Σ I × V)
kjer pomeni:

F (napor ali motivacijska slila) = količina napora, ki ga bodo zaposleni porabili za dosego želenega delovanja;
E (pričakovanje) = prepričanje, da bodo prizadevanja pripeljala do želene ravni uspešnosti;
I (instrumentalnost) = prepričanja, da bo želena raven izvedenega dela imela za posledico želene rezultate;
V (valenca) = kakšno vrednost ima izid za zaposlenega.
Teorija pričakovanja se je izkazala kot uporabna pri oblikovanju sistema nagrajevanja. Če so nagrade dosledne, jasne in poštene, potem je instrumentalnost visoka. Če so nagrade dovolj visoke, da dosti pomenijo zaposlenemu, potem je tudi valenca visoka. Predpogoj za motivacijo je, da zaposleni sam ugotovi privlačnost nagrad/e. V nekaterih primerih je lahko nagrada tudi neprivlačna, če je pogoj zanjo povečan obseg dela, ali zahtevno potovanje, ki je pogoj za napredovanje. V takem primeru bi bila lahko valenca nižja na primer za tiste posameznika, ki menijo, da je njihovo zasebno življenje enako pomembno kot njihovo poklicno življenje.
Teorija pričakovanja predpostavlja, da je zadovoljstvo zaposlenih rezultat uspešnosti, ne pa vzrok uspešnosti. Vendar, če je vzorec vpeljan tako, da zaposleni razumejo svoje delo, ki bo privedlo do nekaterih želenih nagrad, lahko okrepimo motivacijo zaposlenega na podlagi predvidevanj. Če zaposleni predvideva, da obstaja visoka verjetnost, da lahko uspešno izvede želeno vedenje in da bo to njegovo vedenje privedlo do pomembnega rezultata, potem bo svoja prizadevanja usmeril v smeri tega cilja.
Teorija pričakovanja je uporabna pri napovedovanju izbire zaposlenih med konkurenčnimi modeli razporeditve časa in energije.

#### Teorija postavljanja ciljev
Psiholog, ki dela na industrijsko organizacijskem področju, lahko pomaga delodajalcem pri oblikovanju naloge, ki je povezana s cilji. Cilji pa morajo biti dosegljivi, specifični, primerno težki in takšni, da zagotavljajo povratne informacije.
Predlagan je tudi model S.M.A.R.T postavljanja ciljev (1960):
| specific \| specifični, preprosti                                                                |
| measurable \| merljivi                                                                           |
| attainable \| dosegljivi, primerni, ambiciozni, aspiracijski, sprejemljivi, fokusirani na akcijo |
| relevant \| primerni, ustrezni, realistični                                                      |
| timely \| časovno uokvirjeni, časovno načrtovani, pravočasno izvedeni                            |

Študije so pokazale, da morajo biti prisotne tako povratne informacije s strani delodajalca kot samoučinkovitost (verovanje v sposobnost doseči cilj) s strani zaposlenega, da je postavljanje ciljev učinkovito. Vendar pa zaradi osredotočenosti teorije samo na postavljanje cilja in ozkoglednosti te teorije, so številne študije pokazale, da ta motivacijska teorija morda ne velja v vseh primerih. V resnici ima lahko postavljanje ciljev pri nalogah, ki zahtevajo ustvarjalnost ter improvizacijo celo nasproten učinek.
Kljub pomanjkljivostim pa je teorija postavljanja ciljev verjetno najmočnejša teorija na področju industrijsko organizacijske psihologije.
Locke je predstavil več razlogov, zakaj lahko cilji delujejo motivacijsko: osredotočijo pozornost, kar povzroči obstojnost opravil in razvoj projektnih strategij za doseganje cilja. Da je lahko cilj motivacijski, ga mora skupina ali zaposleni najprej sprejeti. Težko dosegljivi cilji so lahko bolj motivacijski, vendar morajo biti zaznani kot dosegljivi, kar vodi do večjega sprejetja cilja. Oseba ali skupina mora imeti potrebne spretnosti in vire za dosego cilja, če jih nima pa ima lahko sprejetje cilja negativen vpliv. Specifični cilji, ki določajo pričakovano uspešnost so bolj spodbudni kot nejasni cilji. Podobno naj bi proksimalni cilji imeli večji vpliv na motivacijo kot distalni.
Podana povratna informacija med prizadevanjem za dosego cilja je ključna, saj ohranja zaposlene na pravi poti in krepi pomen cilja, prav tako pa zaposlenim nudi podporo pri prilagajanju svojih strategij opravljanja dela.
Teorija postavljanja ciljev je empirično podprta že 30 let. Vendar pa obstaja še nekaj mejnih pogojev, ki kažejo na to, da je v nekaterih primerih in pri določenih vrstah nalog postavljanje ciljev škodljivo. Pri ustvarjalnih in zapletenih nalogah, ki zahtevajo zoženo pozornost posameznika, lahko postavljanje ciljev dejansko zavira miselni proces, saj cilji zahtevajo uporabo kognitivnih virov. Podobno, ko se nekdo uči novo nalogo, ga lahko cilji povezani z uspešnostjo odvrnejo od učnega procesa, saj je v učnem procesu morda bolje, da se posameznik osredotoči na obvladovanje naloge, kot pa na doseganje določenega rezultata. Poleg tega lahko preveliko postavljanje ciljev postane moteče in neproduktivno, še posebej če si cilji nasprotujejo.

#### Socialno kognitivna teorija
Socialno kognitivna teorija Bandure (1977) je kognitivno procesna teorija, ki nudi pomemben koncept lastne učinkovitosti pri pojasnjevanju ravni motivacije zaposlenega, ki je povezana z delovnimi mestom, nalogami ali cilji. Lastna učinkovitost je prepričanje posameznika v svoje sposobnosti, da doseže določene rezultate v določenem scenariju. Empirično so študije pokazale, da obstaja močna povezava med lastno učinkovitostjo in uspešnostjo. Koncept se je razširil na učinkovitost skupine, ki je definirana kot prepričanje skupine, da lahko doseže uspeh z določeno nalogo ali projektom.
Koncept lastne učinkovitosti posreduje pomembne vidike tega, kako se zaposleni navezuje na določeno nalogo, na primer raven truda in vztrajnosti. Zaposleni z visoko lastno učinkovitostjo je prepričan, da bo napor, ki ga bo vložil v nalogo najverjetneje privedel do uspeha. V pričakovanju uspeha se je zaposleni pripravljen bolj potruditi, dlje ostane osredotočen na nalogo, pridobi povratne informacije in izbira bolj učinkovite strategije upravljanja.
Na predhodnike lastne motivacije vplivajo pričakovanja, usposobljenost ali pretekle izkušnje. Raziskave so pokazale, da lahko to, da si postavimo visoka pričakovanja, privede do izboljšane učinkovitosti. Ta fenomen je znan pod imenom Pigmalionov efekt ali samouresničujoča prerokba. Na drugi strani pa lahko nizka pričakovanja znižajo samoučinkovitost, ta učinek pa imenujemo efekt Golema.
Glede na usposobljenost se je mojstrsko usmerjen pristop izkazal kot učinkovit način za okrepitev lastne učinkovitosti. V tem pristopu je cilj usposabljanja, da se osredotoči na osvojitev znanj in nalog namesto osredotočenosti na rezultat takojšnje delovne uspešnosti. Posamezniki, ki menijo, da je mojstrstvo mogoče doseči skozi usposabljanje in prakso, bodo bolj verjetno razvili občutek lastne učinkovitosti, kot tisti, ki vidijo mojstrstvo kot produkt prirojenega talenta, ki se ga v veliki meri ne da spremeniti.

### Vedenjski pristop k motivaciji
Vedenjski pristop k motivaciji na delovnem mestu je znan kot modifikacija organizacijskega vedenja. Ta pristop uporablja načela behaviorizma, ki jih je razvil B. F. Skinner (1948), da bi spodbujal vedenje zaposlenih, za katero delodajalci menijo, da je koristno in odvračal tisto vedenje, ki ni koristno. Vsaka spodbuda, ki poveča verjetnost vedenja, je ojačevalec vedenja. Učinkovita uporaba pozitivnih okrepitev vedenja so na primer pogoste pohvale, medtem ko se zaposleni uči opravljati novo nalogo. Vedenje delavca se lahko oblikuje med procesom učenja, če so približki idealnega vedenja pohvaljeni ali nagrajeni. Pomembno vprašanje je, kako pogosto je potrebno okrepiti to zaželeno vedenje. Medtem ko je pogosta pohvala v učnem procesu lahko koristna, jo je na drugi strani težko vzdrževati v nedogled.
Spremenljivo razmerje razporeda okrepitev, kjer se frekvenca okrepitve razlikuje tako, da je ni mogoče predvideti, je lahko prav tako zelo učinkovito, če se uporablja v primerih, kjer je to v skladu z etičnimi načeli. Na primer, če so pohvale delavcu dane v spremenljivem razmerju, je to primerno, na drugi strani uporaba tega razmerja ni primerna pri določanju plače zaposlenega.
Nadomestila in drugi načini nagrajevanja zagotovijo vedenjsko okrepitev, in če je le ta skrbno oblikovana, lahko zagotovijo tudi močne spodbude za zaposlene. Načela vedenjske teorije se lahko uporabljajo tudi za zmanjševanje neželenih vedenj na delovnem mestu, vendar je potrebno kazen preudarno uporabljati. V primeru, da kazen uporabljamo prevečkrat, lahko negativno vpliva na percepcijo pravičnosti zaposlenega na delovnem mestu. Na splošno velja, da manj časa preteče med vedenjem in posledico tega vedenja, večji vpliv bo ta posledica imela na zaposlenega.

### Na delu osnovane teorije
Za na delo osnovane teorije je odločilno, da je ključ do motivacije zaposlenega njegova služba. Na splošno te teorije pravijo, da so lahko delovna mesta motivirajoča zaradi svoje zasnove. To lahko s pridom uporabimo organizacije, saj se lahko postopki teh teorij izvajajo bolj praktično v organizaciji. Glede na delu osnovane teorije, je ključ za iskanje motivacije preko lastnega dela možno izpeljati preko zadovoljstva glede na vsebino dela.

#### Dvofaktorska motivacijska teorija
Nemogoče je, da bi razpravljali o motivaciji in delovnih atributih v okviru industrijsko organizacijske psihologije, ne da bi dobro poznali dvofaktorsko teorijo Fredricka Herzberga (1966). Ta teorija predpostavlja, da je vsebina posameznikovega delovnega mesta glavni vir motivacije. Z drugimi besedami, nasprotuje splošnemu prepričanju, da so denar in druga nadomestila najbolj učinkovita oblika motivacije zaposlenega. Herzberg je v svoji teoriji definiral, da obstajata dve različni kategoriji dejavnikov, ki vplivata na zadovoljstvo pri delu in sicer higieniki in motivatorji. Higieniki (urejeno osebno življenje, status-položaj, nadzor nad delom, odnosi s šefi, odnosi s sodelavci, varnost, delovno okolje, politika podjetja, plača) ne spodbujajo zaposlenih k dejavnosti, temveč ustvarjajo okoliščine za motiviranje. Motivatorji (napredovanje, osebna rast, dodatno usposabljanje, odgovornost, zanimivo delo, priznanje, uspeh) pa spodbujajo zadovoljstvo zaposlenega pod pogojem, da bo bili predhodno že izpolnjeni higienski dejavniki. Higieniki povzročajo nezadovoljstvo, če niso prisotni, ampak s svojo prisotnostjo ne motivirajo posameznika.

#### Hackman-Oldhamerjev model obogatitve dela
Model obogatitve dela temelji na teoriji Herzbergerja. Ta model ponazarjajo tri kritične psihološke okoliščine, ki vplivajo na motivacijo na delovnem mestu: doživljanje pomembnosti (zaznavanje, da se delo izplača); doživljanje odgovornosti (občutek osebne odgovornosti); poznavanje rezultatov (poznavanje ravni uspešnosti). Vse tri okoliščine morajo biti na visokem nivoju, da je motivacija zaposlenega visoka.

#### Samoregulacijska teorija
Samoregulacijska teorija lastne učinkovitosti je teorija motivacije, ki temelji na zastavljanju ciljev ter sprejemanju pravilnih povratnih informacij, ki so pod nadzorom, z namenom, da bi se povečala verjetnost doseganja cilja.
Teorija predpostavlja, da si ljudje zavestno postavijo cilje zase, z namenom, da usmerjajo in vodijo svoje vedenje do doseganja teh ciljev. Ljudje, ki si zavestno postavijo cilje prav tako sodelujejo v procesu samonadzorovanja ali samoevalvacije. Samoevalvacija je lahko koristna, če je povratna informacija dana osebi, ko le ta dela na zastavljanju svojih ciljev, saj oseba, ki je zašla s prave poti prevrednoti svoj cilj in doseganje le tega.

#### Delovno udejstvovanje
Nov pristop k preučevanju motivacije za delo je ideja delovnega udejstvovanja ali koncept motivacije, pri katerem se posameznik dejansko fizično potopi v čustveno in intelektualno izpopolnjujoče delo. Ta teorija predlaga, da se motivacija pretvori v energijo, ki omogoča osebi, da se osredotoči na nalogo. Shaufeli in Bakker pravita, da obstajajo tri dimenzije delovnega udejstvovanja:
1. živahnost (občutek osebne energije za delo);
2. predanost (doživljanje občutkov ponosa v lastnem delu in dojemanje dela kot izziva);
3. absorpcija (zmogljivost uspešnega prevzema dela in doživljanje sledenja toku dela).

Delovno udejstvovanje posreduje stališče, da imajo posamezniki možnost, da prispevajo več k lastni produktivnosti kot jim to organizacija običajno omogoča. Primer bi bil, da bi delavcem dovolili, da prevzamejo nekatera tveganja in jih ne bi kaznovali, če bi ta tveganja pripeljala do neuspešnih rezultatov. Torej delovno udejstvovanje lahko razumemo kot interakcijo med posameznikom in delom.

### Motivacija javne službe
Motivacija javne službe (»Public service motivation« - PSM) je nekakšen podtip notranje delovne motivacije v javnem sektorju. Ta izraz je bil predstavljen javnosti v devetdesetih letih in vključuje verjetje, vrednote in odnos, ki so več od osebnega interesa ali organizacijskih izidov v javnem sektorju. Pred to formalno definicijo so trdili, da so zaposleni v javnem sektorju drugačni, edinstveni v kontekstu njihove zaskrbljenosti za javno dobro in v njihovi motivaciji, da služijo svoji skupnosti. Teorija motivacije javne službe tega ne zanika, daje pa poudarek na ne-ekonomske nagrade in tako smo dobili razumevanje, zakaj je javni sektor edinstven. Raziskave so pokazale, da so zaposleni v tem sektorju bolj vpleteni v svoje skupnosti, to pa vodi v prosocialno vedenje: prostovoljno delo, udeležba na volitvah in donacija krvi. Ob vsem tem pa so avtorji nekoliko izpustili zunanjo motivacijo, vemo pa, da so nekateri bolj verjetno zunanje motivirani kot drugi, tako npr. iščejo gotovo delo, koristi (pokojnina), kompenzacija ali prijazne razmere za družine (družinam prijazno podjetje).

## Aplikacija motivacije

### Osebnost in motivacija za delo
Obstajajo trije vidiki motivacije: usmerjenost na dosežke (na nalogo), usmerjenost na status (moč, dominantnost na delu) ter usmerjenost na skupnost (delovni odnosi). Vestnost napoveduje usmerjenost na dosežke, ekstravertnost pa usmerjenost na skupnost.
Osebnost bolje napoveduje delovno motivacijo kot inteligentnost. Prav tako obstajajo določene razlike v delovni uspešnosti med različnimi starostnimi skupinami in med spoloma.
Kljub temu pa so osebnostne poteze še vedno najmočnejši napovednik delovne uspešnosti.
Med najmočnejše napovednike delovne motiviranosti se uvrščata nevroticizem in vestnost. Najvišjo delovno motivacijo imajo posamezniki, ki so čustveno stabilni, vestni, esktravertni in ki ne iščejo socialnih kontaktov.
Nevroticizem primarno vpliva na delovno motivacijo, vestnost pa na delovno uspešnost. Nevroticizem tako vpliva na delovno uspešnost posredno preko motivacije, vestnost pa vpliva na delovno uspešnost preko drugih dejavnikov. Vestni posamezniki so namreč bolj organizirani in odločni.
Nevroticizem je najmočnejši napovednik delovne uspešnosti. Sledi mu vestnost in ekstravertnost- ekstravertni posamezniki poročajo o višjem zadovoljstvu na delovnem mestu.
Osebnostne značilnosti zajete v model Velikih pet (Big five) nakazujejo na zadovoljstvo na delovnem mestu. Te značilnosti vplivajo na posameznikovo zaznavanje karakteristik delovnega mesta. Posamezniki, ki imajo visoko samospoštovanje bodo zaznavali karakteristike dela kot bolj pozitivne, prav tako pa bodo stremeli k bolj zapletenim delovnim nalogam. Osebnostne značilnosti vplivajo na zadovoljstvo na delovnem mestu skozi vpliv na razpoloženje na delovnem mestu. Posamezniki, ki so emocionalno stabilni, ekstravertni in vestni poročajo o večjem zadovoljstvu na delu, saj je zanje bolj verjetno, da doživljajo dosežke na delovnem mestu.

## Nagrajevanje in motivacija
Motiviranje in nagrajevanje zaposlenih vplivata na oblikovanje odnosov med delodajalci in zaposlenimi, ustrezno oblikovanje organizacijske klime in kulture pa krepi pripadnost delovni organizaciji. 
Nagrajevanje je sistem, ki določa, kako so zaposleni nagrajeni v povezavi z vrednostjo, ki jo prispevajo organizaciji.
Cilj nagrajevanja je vzpodbuditi zaposlene k večjemu zadovoljstvupri opravljanju dela,  produktivnosti in angažiranosti, posledično pa uspešnosti posameznika in celotne organizacije. Neustrezen odnos do nagrajevanja, tako denarnega kot tudi nedenarnega, lahko privede do nezadovoljstva zaposlenih, upada delovne motivacije in slabih medosebnih odnosov med zaposlenimi.  Nagrade morajo biti za posameznika pomembne, pravične, vidne, fleksibilne, za delodajalca pa poleg zadovoljstva delavca tudi ekonomične.  Motiviranje pomeni vzpodbujanje vedenja, nagrajevanje pa nagrada za rezultate.
Optimalno nagrajevanje naj bi vključevalo tako ekstrinzične/zunanje nagrade kot tudi intrinzične/notranje, kajti zaposleni v zameno za svoje delo pričakujejo nagrado, poleg tega pa raznolike nagrade omogočajo prilagojenost heterogeni sestavi zaposlenih. Učinkovit sistem motiviranja mora definirati cilje, ki jih je potrebno doseči, in omogočiti redno povratno informacijo o delovni uspešnosti. Nagrade morajo biti individualizirane, primerne dosežku ter podpirati morajo uspešnost in ne zgolj prizadevnost.
Intrinzične nagrade prispevajo k boljšemu počutju zaposlenih v organizaciji, ekstrinzične pa k temu, da bi posameznik dosegel boljši rezultat.
Notranje nagrade: 
- občutek pripadnosti organizaciji,
- odgovornost,
- občutek vpliva,
- kompetentnost.

Zunanje nagrade:
- plača,
- bonus,
- plačilo po uspešnosti.

Nagrade, ki zaposlenimi sporočajo, da so njihovi dosežki cenjeni,  lahko delimo na denarne in nedenarne.

### Denarno nagrajevanje
Denarno nagrajevanje je ena od oblik motiviranja zaposlenih. Denarne nagrade, ki zaposlenim izboljšajo finančno stanje,  so vse oblike izplačil in ugodnosti, ki jih je delodajalec pripravljen dati svojemu zaposlenemu v zameno za njegovo  prizadevanje za doseganje pričakovanih rezultatov oz. ciljev, ki  so si jih zastavili v podjetju. Med denarne nagrade se poleg plače uvrščajo tudi najrazličnejše nagrade izplačane v gotovini, stimulacija, regres, honorarji, bonusi in spodbude.
Delimo jih v dve skupini finančnih nadomestil za delo, in sicer v neposredne denarne prihodke, ki jih zaposleni dobijo v denarju in posredne denarne prihodke, ki pripomorejo k višjemu indivdualnemu materialnemu standardu, vendar jih zaposleni ne dobijo v obliki denarja . Med neposredne denarne prihodke spadajo osnovna plača, bonusi in nagrade, dodatki za inovacije, dodatki za fleksibilnost posameznika, dodatek vezan na rezultate in dobiček delovne organizacije, sem pa spadajo tudi delež v lastništvu podjetja in delež od dobička prodaje. 
Med posredne denarne prihodke se uvrščajo plačilo za prehrano, zdravstveno in pokojninsko zavarovanje ter službeno vozilo.
Prednosti 
Denarne nagrade so preproste in zelo lahko razumljive posameznikom, poleg tega so zaželene in delujejo kot dodatna spodbuda. 
Abraham Maslow je trdil, da ima denar  veliko motivacijsko moč, če so potrebe nižjega reda (fiziološke in potrebe po varnosti) nezadovoljene ali slabo zadovoljene,  Friderick Herzberg pa je zagovarjal tezo, da mora biti osnovna plača biti tako visoka, da pri posamezniku ne vzbudi nezadovoljstva, šele potem lahko z variabilnim delom plače motiviramo posameznika.
Pomanjkljivosti
Kljub temu, da so denarne nagrade zelo privlačne, so samo kratkoročno učinkovite, poleg tega so najbolj običajna in najbolj neosebna nagrada, kar lahko privede do tega, da se jih zaposleni hitro privadijo, posledično pa lahko ob neustreznem nagrajevanju  privede do nasprotnega/obratnega učinka, v najslabšem primeru zaposleni postanejo neproduktivni.  Z vidika teorije dveh faktorjev denarne nagrade postanejo higienik in vzbujajo razočaranje ter  nezadovoljstvo pri zaposlenih, če nagrade ne prejmejo. Finančne nagrade postanejo zelo hitro samo po sebi umevne in jih je težko vsakič znova izboljšati.

### Drugi načini motiviranja zaposlenih
- Plačani dela prosti dnevi: zaposleni, ki so plačani po urah, kot tudi tisti, ki prejmejo mesečne plače, naj bi imeli 10 dela prostih dni. Nekatere organizacije ponujajo 2 ali 3 dela proste dneve letno zaradi različnih razlogov (smrt ali bolezen v družini, obvezne pravne zadeve ali za posebne dogodke).
- Bolezenski dopust: skoraj vse organizacije ponujajo svojim zaposlenim bolezenski dopust (približno 10 dni letno). V nekaterih organizacijah si zaposleni lahko zberejo neizkoriščene dni bolniške ob bolezni ali poškodbi v prihodnosti. V zadnjem času se pojavljajo banke za bolezenski dopust. Banka za bolezenski dopust omogoča zaposlenemu, da si "izposodi" bolniško obdobje iz skupnega sklada bolniških dni, če je to nujno. Nekatere organizacije ponujajo tudi ˝dobro plačane nagrade˝: v takšnih primerih zaposleni dobijo bonus ali nagrado, če v določenem času niso odsotni z dela.
- Ugodnosti za zaposlene: poznamo več vrst ugodnosti za zaposlene, ki pomenijo strošek za delodajalca. Značilne ugodnosti sestavljajo pomoč pri izobraževanju, finančna pomoč (posojila), športni in programi za zdravje ter programi pomoči za zaposlene (PPZZ), pomoč pri reševanju stanovanjskega problema in pri selitvi, nagrade ter varstvo otrok.
- Pomoč pri izobraževanju: eden izmed najbolj priljubljenih programov za zaposlene je pomoč pri izobraževanju, ki obsega tako povračila sredstev za šolanje do tečajev za nepismene. Osnovni namen tovrstnih programov je obdržati svoje zaposlene na tekočem na njihovem področju in jih pripravljati za morebitne priložnosti znotraj organizacije.
- Finančna pomoč: mnoge organizacije ponujajo finančno pomoč svojim zaposlenim. Na primer: programi varčevanja in posojila so med najpogostejšimi. Programi varčevanja plač se pogosto izenačijo z varčevanji zaposlenih. Posojila so navadno po nizkih obrestnih merah. Nekatere organizacije ponujajo tudi pomoč pri finančnem načrtovanju.
- Rekreacijski programi in programi za boljše počutje: organizirane športne dejavnosti in programi za boljše počutje za zaposlene so vse bolj priljubljeni. Rezultati ene izmed anket so pokazali da približno 75% organizacij ponuja neko obliko rekreacijskega programa. najpogostejši rekreacijski programi vsebujejo aerobične vaje in programe proti kajenju. Obstajajo študije različnih organizacij (med njimi tudi Kibrely-Clark in Prudential Life Insurance), ki podpirajo programe za boljše počutje delavcev. Pri tem pogosto izhajajo iz načela ˝živi za življenje˝. Johnsonov&Johnsonov program ˝Živi za življenje˝ je eden izmed prvih programov za promoviranje zdravja, ki vključuje ˝celovit pristop˝: fitnes, prenehanje kajenja, omejevanje pitja alkoholnih pijač, zdravo prehranjevanje, nadzorovanje telesne teže in krvnega tlaka ter ravnanje s stresom. Organizacija je spremenila delovne prostore, s tem je ločila nekadilske oddelke v centru organizacije in v regionalnih pisarnah. Izboljšali so prehrano v prehrambnih obratih ter svoje zaposlene obveščajo o pomembnosti zdravega življenja. Cilji tega programa so enostavni: prenehajte s kajenjem, jejte več sadja in manj hrane bogate z maščobami, redno se ukvarjajte z vadbo in odpnite svoj sedežni pas.

V študiji, ki je zajela obdobje treh let in je vključevala 8.000 zaposlenih, je J&J spremljal program od samega začetka. V prvem letu je program stal več, kot je zaslužil. V drugem letu program ni imel izgube, v tretjem letu pa so s programom zaslužili toliko, da so lahko pokrili izgubo prvega leta.
- Reševanje stanovanjskega problema in pomoč pri selitvi: organizacije pogosto ponujajo pomoč pri prodaji nepremičnin pri selitvah in plačajo stroške, da si zaposleni najde novo domovanje. Obstajajo posebna posojila za reševanje stanovanjskega problema. Mnoge organizacije nudijo tudi zaposlitev za soproge ob selitvi za družine, kjer sta zaposlena oba zakonca.
- Nagrade za izboljšanje organizacijske učinkovitosti: organizacije pogosto ponujajo nagrade za zaposlene, ki imajo dobre ideje za izboljšanje organizacijske učinkovitosti. Nagrade so navadno v obliki daril ali potovanj in maj v obliki denarja. Sistem nagrajevanja idej spodbuja zaposlene, ki imajo svoje ideje o izboljšanju učinkovitosti ali dobičkonosnosti sporočijo nadrejenim.
- Varstvo otrok: naraščajoče število zaposlenih žensk je povečalo povpraševanje po varstvu otrok. Ugotovili so, da program varstva otrok v organizaciji zmanjša odsotnost od dela, privlači nove zaposlene in spodbuja zaposlene, da ostanejo zaposleni v organizaciji.
- Varstvo starejših: skrb za starajoče se starše in druge sorodnike je eno izmed dejstev življenja za vse večje število zaposlenih. Varstvo starejših je urejeno tako, da zaposleni ponudi prostovoljno pomoč in nego starejšemu sorodniku ali prijatelju med delom. Večina zaposlenih, ki skrbijo za starejše, so ženske. Raziskava je leta 1988 pokazala, da je manj kot polovica (44%) sodelujočih vodij kadrovskih služb zaveda problema zaposlenih v njihovi organizacijah, ki pomagajo starejšim. Polovica tistih, ki so problem poznali, so povedali, da imajo njihove organizacije težave zaradi tovrstnih obveznosti njihovih zaposlenih. Približno dve tretjini organizacij, ki sta sodelovali v študiji, sta odgovorili, da ponujajo različne oblike pomoči za zaposlene, ki skrbijo za starše (odsotnost od dela, prilagajanje dela, finančne ugodnosti,informacije in sodelovanje). Ker je varnost starejših za delodajalce še relativno nov problem, se mnogi usmerjajo na zbiranje podatkov in njihovo razpošiljanje. Svetovanje za varstvo starejših, izobraževanje in razdeljevanje pisnega gradiva so načini, s katerimi želijo podjetja svojim zaposlenim pomagati.[31]

## Motivacija v javnem in zasebnem sektorju
Motivacija gotovo ni nekaj pasivnega. Zaposleni v javnem sektorju se pogosto odločijo, da bodo prispevali nekaj k družbi. Glede na nekatere avtorje, te želje po služenju družbi ni v zasebnem sektorju. Javni uslužbenci kažejo močnejšo služnostno etiko, kot zasebniki. Povezava med željo, da služijo javnosti in izbiro zaposlitve so večkrat raziskovali. Seveda so glede na teorijo motivacije javne službe trdili, da bodo posamezniki, ki si želijo delati v javnem sektorju, manj zunanje motivirani (s plačo). Ekonomske teorije trdijo, da je JS manj učinkovit in produktiven kot ZS. Trdijo, da je temu tako, ker službe v javnem sektorju nimajo motivacijskega potenciala. Nižje zadovoljstvo z delovnim mestom ni nujno povezana z nižjo produktivnostjo na individualni ravni, vendar je asociirana z višjim nivojem odsotnosti, kar lahko zniža produktivnost na organizacijski ravni.

### Plača
Rezultati nekaterih raziskav kažejo, da so v zasebnem sektorju zaposleni (menedžerji) bolj cenili ekonomske nagrade, kot v javnem sektorju. Prav tako je plača večji motivator v zasebnem sektorju. Vendar pa tega ne moremo zagotovo trditi, saj so drugi avtorji dobili različne rezultate. Npr. Maidani (1991) zaključuje, da so v javnem sektorju pomembnejši plača, kot v zasebnem.

### Problematika motiviranosti operativnih delavcev
V skupni motivaciji so operativni delavci, to so zaposleni, ki delajo neposredno s strankami,  uvrščeni najnižje. Nadrejeni jih  pogosto poskušajo motivirati z materialnimi nagradami, katere po iskušnjah prinašajo zgolj kratkotrajno zadovoljstvo, dolgotrajno pa niso učinkovite.
V prizadevanju za pridobivanje materialnih nagrad se zaposleni pogosto izčrpajo ali iščejo bližnjice v sistemu. Ta pristop lahko negativno vpliva na kakovost storitev, ki jo zazna končni uporabnik. Zato bi se podjetja in njihovo vodstvo morali osredotočiti na zagotavljanje treh ključnih komponent:
1. Navdih: Pomembno je, da se organizacijske vrednote in kulturo osmislijo.[35]  S predstavitvijo vrednot nadrejeni zaposlenim osmislijo ključnost ravnanja v skladu z zunanjo politiko podjetja, kar je pripomore k boljšem počutju zaposlenega ter posledično do bolj pristnega odnosa  s stranko.
2. Globiji pogovor:  V poslu smo pogosto v časovni, stiski zato poskušamo izmenjati informacije čim hitreje. Tak način govora lahko pri sogovorcu vzbudi občutek manj vrednosti in posledično slabo počutje. Zato je pomembno, da si kljub zasedenim urnikom vzamemo čas za človeka ter mu poleg navodil, ki mu jih želimo predati, prisluhnemo.
3. Čas za uresničitev ugodnosti:  Mnoga velika podjetja nudijo zaposlenim članstva v telovadnicah, bazenih jogah… Vendar se zaposleni aktivnosti zaradi preobremenjenosti ne utegnejo udeležiti. Pomembno je, da jim omogočimo čas, ko lahko obiščejo dejavnosti po njihovem izboru.

Ne glede na nagrade in spodbude je v jedru  uspešnega delovnega okolja  še vedno pristen človeški odnos. Iskrena medčloveška povezanost je tista, ki resnično šteje in naredi razliko, ki jo posledično občuti tudi stranka.

### Podporno delovno okolje
Ob nadzoru ostalih faktorjev (spol, starost…), so zaposleni v javnem sektorju motivirani z varnostjo in stabilnostjo. Varnost se nanaša na možnost ohranitve zaželenega delovnega mesta; stabilnost pa se nanaša na trajanje usklajenosti med delavcem in službo, ki se povezuje predvsem z vsebino delovnega mesta ali stilom dela (in se torej nanaša bolj na zunanje ekonomske pogoje). Motivacija iz podpornega okolja reflektira čustva varnosti, kar je širši koncept od stabilnosti. Posameznik želi delati v prijaznem, harmoničnem, spoštljivem okolju. V javnem sektorju imajo višjo potrebo po varnosti, kot v zasebnem sektorju, kar bi se lahko kazalo v nižji fluktuaciji (menjavi delovnega mesta) v javnem sektorju, to pomeni nižji strošek z izbiro novih zaposlenih, selekcijo in usposabljanjem ter na drugi strani povzroča višjo zvestobo in predanostjo. Zavedati se moramo, da to hkrati povzroča pomanjkanje napredovanja in stagniranje na organizacijski ravni. To pa kaže na prvotno skrb, da so nižje motivirani kot v zasebnem sektorju. Torej osebe ob nezadovoljstvu osebe običajno začnejo razmišljati o menjavi delovnega mesta, vendar, če je potreba po varnosti tako visoka, bodo bolj verjetno ostali na tem delovnem mestu, posledično pa bodo še naprej manj zadovoljni in manj produktivni.
V nasprotju s temi ugotovitvami, so nekatere raziskave ugotovile, da med sektorjema ni nikakršnih razlik, kar se v pomenu varnosti zaposlitve (npr. Frank & Lewis, 2004; Lewis & Frank, 2002). Še več, pokazali so, da javni uslužbenci vrednotijo varnost zaposlitve nižje kot zasebni. Takšna nihanja lahko pripišemo pogojem na trgu, saj v določenem času lahko vlada odpusti veliko število javnih uslužbencev, zato se pri njih posledično poviša tudi vrednota varnosti zaposlitve.

### Predanost
V javnem sektorju so vodilni kadri manj organizacijsko predani, kot v zasebnem sektorju, še posebej če primerjamo pripravljenost za vlaganje dodatnega truda. So pa v javnem sektorju bolj predani organizacijski kulturi in vrednotam, bolj so motivirani zaradi skrbi za skupnost in željo po služenju javnim interesom ali njihovim notranjim vrednotam (čeprav so nekateri motivirani tudi zunanje).

### Motivacija zaposlenih v Sloveniji
V raziskavi je Žuk (2009) analizirala motivacijo v zasebnem in javnem sektorju (podjetje in gimnazija). Pri tem se je osredotočila na materialne vidike, kot so npr. sistem plač in nagrajevanja, ki je najpomembnejši element pri zagotavljanju uspešnosti, saj vzpodbuja zaposlene k doseganju zastavljenih ciljev. Ugotovila je, da so s sistemom nagrajevanja nekoliko bolj zadovoljni zaposleni v podjetju, nikjer pa niso zelo zadovoljni. Kot najpomembnejše nagrade so v zasebnem sektorju označili denarne nagrade, plačo in bonitete (v tem vrstnem redu). V javnem sektorju pa so najpomembnejše napredovanje, plača in denarne nagrade. Pomen različnih denarnih nagrad se je izkazal za najpomembnejše pri podjetju, v javnem sektorju so enako pomembne denarne in nedenarne nagrade. Slednje so pomembnejše zaposlenim v javnem sektorju, kot v zasebnem. Vendar se pri obeh organizacijah bistveno ne razlikujejo in se kaže nezadovoljstvo z nagrajevanjem.
Kasneje se je izkazalo, da imajo zaposleni v zasebnem sektorju vse tipe motivacije nekoliko višje izražene kot v javnem, so pa bolj amotivirani od zaposlenih v javnem sektorju. Vendar pa so te razlike majhne, številne študije so deljenega mnenja. Med sektorjema ni prišlo do večjih razlik pri zadovoljstvu z življenjem. Razlike pa so se pokazale v povezavi z avtonomnim vedenjem, katerega kažejo več zaposleni v javnem sektorju (vodje in zaposleni z visoko ali univerzitetno izobrazbo). V raziskavi je Kuzmič (2012) anketirala zaposlene na občini (javni sektor) in v podjetju (zasebni sektor). Zaposleni na občini so se v večini zaposlili zaradi zagotovitve stalne zaposlitve (najmanj pa zaradi plače in dobrih delovnih pogojev). V zasebnem podjetju pa so se zaposlili v večini zaradi dobrih delovnih pogojev in odnosov, manj zaradi zagotovitve stalne zaposlitve, medtem ko plače niso omenjali. Javni uslužbenci so bili v večini mnenja, da so »še kar« motivirani, medtem ko jih večina v zasebnem podjetju meni, da so motivirani. Za razliko od javnih, nihče ni odgovoril, da niso motivirani. Materialni dejavniki motivirajo več zaposlenih v zasebnem sektorju, kot v javnem. Po poročanju pa so v obeh skupinah udeleženci najbolj motivirani z dobrimi medsebojnimi odnosi in varnostjo zaposlitve. Vendar pa so v zasebnem sektorju pomembne nagrade, pohvale, dodatni dopust, kar so zaposleni na občini označili kot najmanj pomembne (vendar moramo vzeti v obzir, da v občini ne morejo dobiti posebnih dodatnih stimulacij ali nagrad, kot zaposleni v podjetju).
Pri preverjanju motivacije je pomembno, da upoštevamo ne le sektor, ampak tudi starost, spol, izobrazbo in vodstvo. Raziskave sicer nakazujejo, da so ti faktorji manj pomembni od sektorjev, vendar pa so tako različni in nasprotujoči si rezultati v raziskavah posledica teh spremenljivk, ki vplivajo na motivacijo. Torej, če ob vzorčenju vzorca nista enaka in pri analizi ne nadzorujemo spremenljivk, lahko pridemo do povsem drugačnih zaključkov.

## Motivacija v nevladnih organizacijah
Že zgodnje raziskave kažejo, da so posamezniki, ki vodijo nevladne organizacije, motivirani zaradi »misije« oziroma dela samega, kot pa finančnih nagrad. Več teorij razlaga, da se prosocilano vedenje povezuje z motivacijo v nevladnih organizacijah. Hipoteza donacijskega dela predlaga, da zaposleni v nevladnih organizacijah sprejmejo nižje plače,  kar je lahko zaradi notranjih nagrad, katere dobijo ob delu za idealistični ali moralni cilj. Predpostavljajo, da producirajo drugačne dobrine (oziroma njihovo kvaliteto), kot v zasebnem sektorju. Na primer: humanitarni delavec bi sprejel nižjo plačo, ker verjame, da je njihovo delo pomembno in dojemajo takšno delo kot nagrada, kar je zanj pomembnejše od denarja. Delavci v nevladnih organizacijah  so v raziskavi veliko bolj verjetno poročali, da delajo zaradi narave dela, skupnega dobrega, v primerjavi z javnim in zasebnem sektorju. Na motivacijo bi lahko vplivala majhnost nekaterih organizacij, saj je delo fleksibilnejše, manj birokratsko. Vendar pa je kar četrtina delavcev  izrazila v raziskavi nezadovoljstvo, saj znotraj organizacije niso morali napredovati, kot bi si želeli.